# ALS2CR8
ALS2CR8‏ (Calcium responsive transcription factor) هوَ بروتين يُشَفر بواسطة جين ALS2CR8 في الإنسان.
يؤدي تعطيل جين كارف (Als2cr8) لدى الفئران إلى خلل في التعلم. علاوةً على ذلك، ثبت أن كارف يعمل كعامل نسخ يُنظم التعبير عن عامل التغذية العصبية المستمد من الدماغ (BDNF).